# Singapore
Singapore (engelsk: Singapore simplificeret kinesisk: 新加坡; pinyin: Xīnjiāpō; malajisk: Singapura; tamil: சிங்கப்பூர், Cingkappūr), officielt Republikken Singapore er en østat, som ligger ved sydspidsen af Malayahalvøen. Landet ligger 137 kilometer nord for ækvator, syd for den malaysiske stat Johor og nord for de indonesiske.
Selvom dets historie strækker sig tilbage i årtusinder, blev det moderne Singapore grundlagt i 1819 af Stamford Raffles som et handelssted for det Britiske imperium. I 1867 blev kolonierne i Østasien reorganiseret, og Singapore kom under direkte kontrol af Storbritannien som en del af Straits Settlements. Under anden verdenskrig blev Singapore besat af Japan i 1942, men vendte tilbage til britisk kontrol som en separat kronkoloni efter Japans overgivelse i 1945. Singapore fik selvstyre i 1959 og blev i 1963 en del af den nye føderation Malaysia ved siden af Malaya, Sabah og Sarawak. Ideologiske forskelle førte til, at Singapore blev udvist fra føderationen to år senere og derved blev et uafhængigt land. Singapore gik med i FN den 21. september samme år. Det er også medlem af Commonwealth of Nations.
Efter tidlige år med turbulens og på trods af manglende naturressourcer og bagland udviklede nationen sig hurtigt til at blive en af de fire asiatiske tigre baseret på udenrigshandel og blev et højt udviklet land; det rangeres meget højt på Forenede Nationer's Human Development Index og har det næsthøjeste BNP pr. indbygger (OPP) i verden. Singapore er det eneste land i Asien med en AAA-suveræn rating fra alle større ratingbureauer. Det er et stort finans- og skibsfartcenter, der konsekvent er den dyreste by at bo i siden 2013 og er blevet identificeret som et skatteparadis. Singapore er blandt de højeste i adskillige internationale målinger som livskvalitet, økonomisk frihed, uddannelse, sundhedspleje, personlig sikkerhed og bolig med en ejerandel på 91%. Det har også et af de laveste niveauer af korruption i verden. Singaporeanere nyder en af verdens længste forventede levetid, hurtigste internetforbindelseshastigheder og en af de laveste børnedødeligheder i verden.
Singapores befolkningstal medregnet ikke-fastboende er på omkring 5,50 millioner. Singapore er kosmopolitisk og mangfoldigt med mange kinesere, der udgør et etnisk flertal. Der er også en stor befolkning af malaysier, indere og andre folkeslag. Engelsk, malajisk, tamil og kinesisk er de officielle sprog.
Singapore er en parlamentarisk republik, og Singapores forfatning fastlægger et repræsentativt demokrati som landets politiske system. People's Action Party (PAP) dominerer det politiske landskab og har vundet kontrol over parlamentet ved hvert valg, siden landet fik selvstyre i 1959.

## Etymologi
Det engelske navn Singapore kommer fra det malaysiske ord Singapura, som betyder "løveby", men det er muligt, at en del af navnet har en fjernere kilde. Pura kommer fra Sanskrit puram, som betyder "by eller fæstning," og er beslægtet med det græske polis, som betyder "by". Singa- kommer fra Sanskrit siṁhaḥ, som betyder løve. I dag bliver bystaten ofte betegnet som Løvebyen (engelsk: the Lion City). Nylige undersøgelser i Singapore tyder dog på, at løver aldrig har levet der, ikke engang asiatiske løver. Det var højst sandsynligt en tiger, formentlig den malaysiske tiger, som Sang Nila Utama, grundlæggeren af Singapore, så, da han gav den navnet "Løvebyen".

## Historie

### Første bosættelser (før-1819)
De første tegn på bosættelser i Singapore kommer fra det 2. århundrede e. Kr. Øen var en forpost for det sumatraske Srivijayaimperium og havde oprindeligt det javanesiske navn Temasek (havby). Temasek (Tumasek) blev hurtigt en vigtig handelsby, men blev afstået i slutningen af det 14. århundrede. Der er kun få rester tilbage af det gamle Temasek i Singapore, men arkæologer i Singapore har fundet kulturgenstande fra den og andre bosættelser. Mellem det 16. og starten af det 19. århundrede var øen Singapore en del af Sultanatet Johor. Under de malaysisk-portugisiske krige i 1613 blev bosættelsen sat i brand af portugisiske tropper. De portugisiske efterfølgere havde kontrollen i det 16. århundrede og hollænderne i det 17. århundrede, men gennem det meste af denne tid bestod øens befolkning hovedsageligt af fiskere.[kilde mangler]

### Britisk kolonistyre (1819-1940)
Den 29. januar 1819 gik Sir Thomas Stamford Raffles i land på hovedøen. Efter at have opdaget dens mulighed som en strategisk og geografisk handelsstation i Sydøstasien skrev Raffles under på en traktat med sultan Hussein Shah på vegne af det Britiske Ostindiske Kompagni den 6. februar 1819 for at gøre den sydlige del af Singapore til en britisk handelsstation og bosættelse. Indtil august 1824 var Singapore stadig et territorium kontrolleret af en malaysisk sultan. Singapore blev først officielt en britisk koloni i august 1824, da englænderne fik kontrol over hele øen. John Crawfurd, den anden resident i Singapore, gjorde officielt Singapore til en britisk besiddelse. Han underskrev en aftale med sultan Hussein Shah den 2. august 1824, hvori sultanen og Temmenggongen overgav hele øen til Det britiske Ostindiske kompagni og således markerede starten på øens moderne tid. Raffles' stedfortræder, William Farquhar, oplevede en periode af vækst og etnisk vandring, som i høj grad blev præget af en "ingen begrænsnings"-immigrationspolitik. Britisk Indien styrede øen fra 1858, men Singapore blev gjort til en britisk kronkoloni i 1867. I 1869 boede 100.000 mennesker på øen.
Den tidlige byplanlægning i det koloniale Singapore kom hovedsagelig gennem en "del og hersk" ramme, hvor de forskellige etniske grupper bosatte sig i forskellige dele af den sydlige del af øen. Singapore-floden var i høj grad et kommercielt område domineret af handlende og bankfolk fra forskellige etniske grupper med hovedsagelig kinesisk og indisk baggrund, som arbejdede med at laste og losse varer fra prambåde, lokalt kaldet "bumbåde". De arabiske handlende og akademikere samt malajerne, de lokale "Orang lauter", der mest arbejdede som fiskere og søfolk, boede fortrinsvis i den sydøstlige del af flodmundingen, hvor Kampong Glam står i dag. De europæiske bosættere, der dengang var få af, bosatte sig omkring Fort Canning Hill og længere oppe ad Singapore-floden. Lige som europæerne bosatte de tidlige indiske indvandrere sig også inde i land langs Singapore-floden, hvor Little India står i dag. Meget lidt er kendt om private bosættelser (kaldet kampongs) i landdistrikterne i disse tider, bortset fra Singapores regerings store anstrengelser for at genbosætte disse beboere i slutningen af 1960'erne.

### 2. verdenskrig (1941-1945)
Under 2. verdenskrig foretog den Kejserlige japanske hær en invasion i Malaya, der kulminerede i Slaget om Singapore. Briterne blev slået på seks dage og overgav den efter sigende uindtagelige fæstning til general Tomoyuki Yamashita den 15. februar 1942. Overgivelsen blev beskrevet af den britiske premierminister, Sir Winston Churchill, som "den værste katastrofe og største kapitulation i britisk historie". Den engelske flådebase blev ødelagt før japanerne kunne overtage den og gøre brug af den. Der var udbredte vilkårlige drab på den kinesiske befolkning (se Sook Ching-massakren). Japanerne omdøbte Singapore til Shōnantō (昭南島), fra det japanske "Shōwa no jidai ni eta minami no shima" ("昭和の時代に得た南の島"), eller "sydlig ø erobret under Shōwa". Japanerne besatte den, indtil briterne genindtog øen den 12. september 1945, en måned efter den japanske overgivelse. Navnet Shōnantō var på det tidspunkt romantiseret som "Syonan-to" eller "Syonan", der betyder "Sydens lys".[kilde mangler]

### Selvstændighed (1946-i dag)
Efter krigen tillod det britiske styre, at Singapore i 1955 holdt det første parlamentsvalg, som blev vundet af pro-selvstændighedskandidaten David Marshall. 
Da han krævede fuldt selvstyre, tog den daværende Chief Minister David Marshall med en delegation til London, men blev afvist af englænderne. Han fratrådte sin stilling, da han kom hjem, og blev afløst af Lim Yew Hock, hvis politik overbeviste briterne. Singapore fik fuldt selvstyre med egen premierminister og regering med ansvar for alt bortset fra udenrigs- og forsvarspolitik. 
Valg blev holdt den 30. maj 1959, hvor People's Action Party vandt en jordskredssejr. Singapore blev selvstyrende inden for det Britiske Imperium den 3. juni 1959, og Lee Kuan Yew blev taget i ed som den første premierminister i Singapore to dage senere. Daværende guvernør i Singapore, Sir William Allmond Codrington Goode, var den første Yang di-Pertuan Negara fra 3. juni 1959 indtil 3. december 1959. Han blev efterfulgt af Yusof bin Ishak, der senere blev Singapores præsident.
Singapore erklærede sig ensidigt uafhængig af Storbritannien i august 1963. Det sluttede sig til Føderationen Malaya i september sammen med Malaya, Sabah og Sarawak efter den singaporeanske folkeafstemning i 1962. Singapore forlod føderationen to år senere efter en ideologisk konflikt mellem statens PAP-regering og den føderale Kuala Lumpur-regering. Singapore fik officielt suverænitet den 9. august 1965. Yusof bin Ishak blev taget i ed som den første præsident i Singapore, mens Lee Kuan Yew forblev premierminister.
Samtidig med, at landet forsøgte at være selvforsynende, stod det også over for problemer som massearbejdsløshed, boligmangel og mangel på jord og naturressourcer. I Lee Kuan Yews periode som premierminister fra 1959 til 1990 tacklede hans regering problemer med udbredt arbejdsløshed, hævede levestandarden og gennemførte et omfattende offentligt genhusningsprogram. Det var i denne periode, at grundlaget for landets økonomiske infrastruktur blev udviklet, truslen om racemæssige spændinger blev afværget, og et uafhængigt nationalt forsvar, centreret omkring tvungen mandlig værnepligt, blev oprettet.
I 1990 efterfulgte Goh Chok Tong Lee som premierminister. I hans embedsperiode kom landet igennem Asienskrisen i 1997, SARS-udbruddet i 2003 og terrorist-trusler ført frem af Jemaah Islamiyah efter terrorangrebet den 11. september 2001 i USA. I 2004 blev Lee Hsien Loong, den ældste søn af Lee Kuan Yew, den tredje premierminister. Blandt hans mest bemærkelsesværdige beslutninger er planen at åbne kasinoer for at tiltrække turisme.

## Regering og politik
Singapore er et parlamentarisk demokrati efter Westminster-modellen med en etkammers parlamentarisk regering, der repræsenterer forskellige valgkredse. Størstedelen af den udøvende magt ligger hos regeringen, der ledes af premierministeren, i øjeblikket Lee Hsien Loong. Embedet som Singapores præsident, der historisk set er rent ceremoniel, fik vetoret i 1991 for visse vigtige beslutninger såsom brugen af de nationale reserver og udnævnelse af stillinger i den dømmende magt. Selv om denne stilling skal besættes ved en folkeafstemning, er der til dato kun blevet afholdt et enkelt valg, i 1993. Den lovgivende magt er Parlamentet.
Der er valg hvert femte år til parlamentet, som har 83 medlemmer. Statsoverhovedet vælges direkte hvert sjette år. Alle singaporeanske statsborgere over 21 år har stemmeret.
Parlamentsvalg i Singapore har været flertalsbaseret for gruppe- repræsentationsvalgkredse(GRC), siden parlamentsvalgsloven blev ændret i 1991. Parlamentets medlemmer (MP'er) består af valgte og udpegede personer samt personer uden valgkreds. Flertallet af medlemmerne bliver valgt ind i parlamentet ved simpelt stemmeflertal og repræsenterer enten en enkelt valgkreds eller gruppe-repræsentationsvalgkredse. De valgte parlamentsmedlemmer fungerer som en bro mellem samfundet og regeringen ved at sikre, at deres vælgeres sager bliver hørt i parlamentet. Det nuværende parlament har i alt 94 medlemmer, heraf 84 valgte medlemmer, en NCMP og ni udpegede medlemmer.
People's Action Party (PAP) har været det regerende parti i Singapore, siden selvstyre blev indført. Der er flere oppositionspartier i Singapore; de mest bemærkelsesværdige er Workers' Party of Singapore, Singapore Democratic Party (SDP) og Singapore Democratic Alliance (SDA). Economist Intelligence Unit beskriver Singapore som et "hybridt regime" med demokratiske og autoritære elementer. Freedom House placerer landet som "delvist frit". Selv om valgene er fri for uregelmæssigheder og valgsvindel, er PAP af nogle blevet kritiseret for at manipulere med det politiske system gennem sin brug af censur, gerrymandering og civile injurier mod oppositionens politikere.
Singapore har en vellykket og gennemsigtig markedsøkonomi. Statsforbundne selskaber er dominerende i forskellige sektorer i den lokale økonomi, såsom medier, ydelser og offentlig transport. Singapore er af Transparency International konsekvent blevet bedømt som det mindst korrupte land i Asien og blandt de ti lande i verden mest fri for korruption.
Selv om Singapores love er arvet fra engelske og britisk-indiske love og indeholder mange elementer fra den engelske lov, har regeringen også valgt ikke at følge visse af elementerne i liberale demokratiske værdier. Der er ingen juryretssager, og der er love, der begrænser ytringsfrihed, der kan give disharmoni i Singapores multietniske og multireligiøse samfund. 
Kriminel aktivitet bliver ofte straffet hårdt som store bøder eller korporlig afstraffelse (caning). Singapores regering påstår, at Singapore har suveræn ret til at bestemme over sit eget retssystem og pålægge, hvad der opfattes som en passende straf, herunder dødsstraf (hængning) for manddrab og narkohandel.

## Geografi og klima
Singapore består af 63 øer, herunder hovedøen Singapore. Der er to menneskeskabte forbindelser til Johor, Malaysia – Johor-Singapore Causeway i nord og Tuas Second Link i vest. Jurong Island, Pulau Tekong, Pulau Ubin og Sentosa er de største af Singapores mange mindre øer. Det højeste naturlige punkt er bakken Bukit Timah med 166 m. Det sydlige Singapore omkring udmundingen af Singapore River og det, der i dag er kendt som Downtown Core, plejede at være det eneste koncentrerede byområde, mens resten af landet var enten ubebygget tropisk regnskov eller var anvendt til landbrug. Siden 1960'erne har regeringen bygget nye boliger i fjerntliggende områder, hvilket har resulteret i et helt tæt bebygget landskab. Urban Redevelopment Authority blev oprettet den 1. april 1974 med ansvar for byplanlægning.[kilde mangler]
Singapore har igangværende landindvindings-projekter med jord fra egne bakker, havbunden, og nabolandene. Som følge heraf voksede Singapores areal fra 581,5 km2 i 1960'erne til 704 km2 i dag, og kan vokse med yderligere 100 km² i 2030. Projekterne inddrager nogle af de mindre øer for gennem landvinding at slå dem sammen til nye større og mere funktionelle øer, som for eksempel Jurong Island.[kilde mangler]
Ifølge Köppens klimaklassifisering har Singapore et tropisk regnskovsklima uden særlige årstider. Dets klima er kendetegnet ved ensartet temperatur og lufttryk, høj luftfugtighed og store nedbørsmængder. Temperaturerne varierer fra 22 °C til 34 °C. I gennemsnit er den relative luftfugtighed omkring 90 % om morgenen og 60% om eftermiddagen. Ved langvarig kraftig regn når den relative luftfugtighed ofte op på 100%. Den højeste og laveste temperatur registreret i den maritime historie er henholdsvis 19,4 °C og 35,8 °C. Juni og juli er de varmeste måneder, mens november og december udgør den vådere monsunsæson. Fra august til oktober er der ofte dis på grund af skovbrande i nabolandet Indonesien, undertiden alvorligt nok til, at der udsendes offentlige sundhedsadvarsler. Singapore har ikke sommertid. Længden af dagen er næsten konstant året rundt på grund af landets beliggenhed nær ækvator.[kilde mangler]
| Vejr for Singapore      | Vejr for Singapore | Vejr for Singapore | Vejr for Singapore | Vejr for Singapore | Vejr for Singapore | Vejr for Singapore | Vejr for Singapore | Vejr for Singapore | Vejr for Singapore | Vejr for Singapore | Vejr for Singapore | Vejr for Singapore | Vejr for Singapore |
|                         | Jan                | Feb                | Mar                | Apr                | Maj                | Jun                | Jul                | Aug                | Sep                | Okt                | Nov                | Dec                | År                 |
| ----------------------- | ------------------ | ------------------ | ------------------ | ------------------ | ------------------ | ------------------ | ------------------ | ------------------ | ------------------ | ------------------ | ------------------ | ------------------ | ------------------ |
| Gennemsnitlig maks °C   | 30                 | 31                 | 31                 | 31                 | 32                 | 31                 | 31                 | 31                 | 31                 | 31                 | 31                 | 31                 | 31                 |
| Gennemsnitlig min °C    | 23                 | 23                 | 24                 | 24                 | 24                 | 24                 | 24                 | 24                 | 24                 | 23                 | 23                 | 23                 | 24                 |
| Gennemsnitlig nedbør mm | 252                | 173                | 193                | 188                | 173                | 173                | 170                | 196                | 178                | 208                | 254                | 257                | 201                |
| Kilde (2008): BBC       |                    |                    |                    |                    |                    |                    |                    |                    |                    |                    |                    |                    |                    |

## Natur
Stortset alt eksisterende natur i Singapore (23 % af landarealet) er nu beskyttet i en eller anden form. "Grøn by" har fra starten været en prioritet for det regerende parti, og det viser sig dels ved beskyttelse af eksisterende natur, men også ved plantning af mange træer, buske og blomster i bybilledet. Udbygning af byen sker derfor ved landvinding, eller ved at rive gammelt ned og bygge nyt og højere.
Da byen blev grundlagt bestod området hovedsageligt af mangrovesump og tropisk lavlands-regnskov, og i begyndelsen voksede byen kun langsomt. Senere tog byudviklingen fart, og ved selvstændigheden i 1965 stod det klart at den tilbageværende kun kunne besvares ved at blive beskyttet (fredet eller på anden vis). Det tropiske regnskovsklima viser sig tydeligt overalt i byen. I naturreservater og parker viser det sig f.eks. ved en forekomst af de meget store tropiske træer i familien Dipterocarpaceae, masser af epifytter så som bregner og orkideer, den vedvarende lyd fra cikader, en lang række tropiske fugle, og hist og her støder man på aber, der også kan dukke op i parkerne.
Omkring 23 % af Singapores landarealer består af skov- og naturreservater. Urbanisering har fjernet mange tidligere områder med regnskov. I dag er Bukit Timah Nature Reserve det eneste overlevende område med primær regnskov, men flere steder er regnskoven vokset op igen efter at et område blev beskyttet, f.eks. i det store Central Catchment Reserve. En række parker er fastholdt med menneskelig indgriben, såsom Singapore Botanic Gardens.[kilde mangler]

## Økonomi
Singapore har en veludviklet markedsbaseret økonomi, som historisk set har drejet sig om udvidet entrepôt handel. Sammen med Hongkong, Sydkorea og Taiwan er Singapore en af de fire asiatiske tigre. Økonomien er meget afhængig af eksport og raffinering af importerede varer, især i fremstillingssektoren. Fabrikation udgjorde 26 % af Singapores BNP i 2005. Fremstillingsindustrien er godt forskelligartet med betydende sektorer inde for elektronik, olieraffinering, kemi, maskinteknik og biomedicinsk videnskab. I 2006 producerede Singapore omkring 10 % af verdens wafer. Singapore har en af de travleste havne i verden og er verdens fjerdestørste valutahandels-centrum efter London, New York og Tokyo.
Singapore er blevet vurderet som den mest erhvervsvenlige økonomi i verden med tusindvis af udenlandske udstationerede arbejdere i multi-nationale selskaber. Singapore bliver også anset for at være et af de vigtigste centre for finansiering i verden. Ud over dette, ansætter bystaten også titusindvis af udenlandske industriarbejdere fra hele verden.
Som et resultat af en global recession og et fald i den teknologiske sektor faldt landets BNP 2,2 % i 2001. Economic Review Committee (ERC) blev oprettet i december 2001, og anbefalede en række politiske ændringer med henblik på at puste nyt liv i økonomien. Singapore er siden kommet sig efter tilbagegangen, hovedsagelig på grund af forbedringer i verdensøkonomien, den singaporeanske økonomi voksede med 8,3 % i 2004, 6,4 % i 2005 og 7,9 % i 2006. Den 19. august 2007 meddelte premierminister Lee Hsien Loong i sin tale ved National Day Rally, at Singapores økonomi forventes at vokse med mindst 4-6 % årligt over de næste 5-10 år.
BNP pr. indbygger var i 2006 $29,474 amerikanske dollar. I september 2007 var arbejdsløsheden 1,7 %, hvilket er det laveste i ti år. Beskæftigelsen fortsatte med at vokse kraftigt, da økonomien fastholdt sin hurtige ekspansion. I de første tre kvartaler af 2007 blev 171.500 nye job skabt, hvilket er tæt på tallet 176.000 for hele 2006. I 2007 voksede Singapores økonomi 7,5 % og tiltrak et rekordstort beløb på S$16 milliarder dollars (US$10,6 mia., €8,3 mia.) som investeringer i produktionsanlæg og projekter, der stod for S$3 milliarder dollar (US$2 mia., €1,6 mia.) af virksomhedernes samlede udgifter inden for servicesektoren.
Singapore indførte en Goods and Services Tax (GST) med en startsats på 3% den 1. april 1994, hvilket gav en betydelig stigning i de offentlige indtægter fra 1,6 milliard kr. (US$1 mia., €800 mio.) og stabiliserede de offentlige finanser. Den skattepligtige GST blev øget til 4 % i 2003 til 5% i 2004, og til 7 % den 1. juli 2007.
På grund af den økonomiske recession voksede Singapores økonomi kun med 1,1 % i år 2008, meget lavere end de forventede 4,5 til 6,5 %, mens arbejdsløsheden var 2,8 %. Økonomien forventes at blive reduceret med op til 8 % i 2009, og arbejdsløsheden vil stige til 5 % ifølge flere økonomer fra den private sektor.
Economic Development Board er et lovbestemt råd oprettet af Singapores regering. Det har fået til opgave at planlægge og gennemføre strategier for at fastholde Singapore som et førende globalt centrum for forretning og investeringer.

### Frihandelsaftaler
Pr. 2009 har Singapore 16 bilaterale og multilaterale handelsaftaler med 24 handelspartnere:
- Association of Southeast Asian Nations (ASEAN) Frihandelsområde (AFTA)
- ASEAN-Korea (AKFTA)
- ASEAN-Australien-New Zealand FTA (AANZFTA)
- ASEAN-Kina (ACFTA)
- ASEAN-Indien (AIFTA)
- ASEAN-Japan (AJCEP)
- ASEAN-Korea (AKFTA)
- Australien (SAFTA)
- Kina (CSFTA)
- Cooperation Council for the Arab States of the Gulf (GSFTA)
- Jordan (SJFTA)
- Indien (CECA)
- Japan (JSEPA)
- Korea (KSFTA)
- New Zealand (ANZSCEP)
- Panama (PSFTA)
- Peru (PESFTA)
- Schweiz Liechtenstein, Norge og Island (European Free Trade Association) (ESFTA)
- Trans-Pacific Strategic Economic Partnership Agreement (Brunei, New Zealand, Chile, Singapore)
- USA (USSFTA)

### Turisme
Singapore er et populært rejsemål, hvilket gør turismen til en af de største industrier. Omkring 7,8 millioner turister besøgte Singapore i 2006. Det samlede antal besøgende nåede op på 10,2 millioner i 2007. Shoppingområdet Orchard Road er et af Singapores mest kendte og populære turistområder. For at tiltrække flere turister besluttede regeringen at legalisere hasardspil og tillade to kasinoområder (eufemistisk kaldes Integrated Resorts) at blive udviklet på Marina South og Sentosa i 2005. For at kunne konkurrere med de regionale rivaler, såsom Bangkok, Hong Kong, Tokyo og Shanghai, har regeringen meddelt, at de borgerlige og kommercielle bygninger vil blive belyst om natten, så byområdet bliver omdannet til et mere spændende sted. Madkulturen er også blevet stærkt fremmet som en attraktion for turister, med Singapore Food Festival i juli, der holdes årligt for at fejre Singapores køkken.
Singapore har været hurtig til at positionere sig som et centrum for medicinsk turisme – omkring 200.000 udlændinge søger lægehjælp i landet hvert år, og Singapores lægelige ydelser har til formål at betjene millioner udenlandske patienter årligt i 2012 og generere 3 milliarder amerikanske dollar i indtægter. Regeringen forventer, at initiativet kan skabe 13.000 nye job inden for sundhedsindustrien.
Singapore er en smeltedigel af kinesiske, malaysiske, indiske og arabiske samfund. Turister kan se kvinder med kinesiske kendetegn iført sarong eller arabisk kjole, og disse kulturelle aspekter bidrager til, at Singapore en usædvanlig destination at besøge.
Infocomm Development Authority of Singapore (IDA) har etableret Wireless@SG, et regeringsinitiativ til at udbygge Singapores Infocomm infrastruktur. Ved at arbejde gennem IDA's Call-for-Collaboration, SingTel, iCell og Qmaks kan man implementere et kommunalt trådløst netværk i hele Singapore. Siden slutningen af 2006, har brugere haft gratis trådløs adgang via Wi-Fi i en "grundlæggende lag" pakke, der tilbydes af alle tre operatører i 3 år.
Der er omkring 30.000 registrerede hotelværelser til rådighed i Singapore, og den gennemsnitlige belægningsgrad er omkring 85%.

### Valuta
Singapores valuta er den singaporeanske dollar, med symbolet S$ eller ISO-koden SGD. Centralbanken i Singapore er Monetary Authority of Singapore, der har ansvaret for udstedelse af valutaen. Singapore etablerede Board of Commissioners of Currency, Singapore, den 7. april 1967 og udsendte deres første mønter og sedler. Den singaporeanske dollar var ombyttelige på niveau med den malaysiske ringgit indtil 1973. Substitutionsproblematikken med Brunei dollar er fortsat til stede.
For at fejre 40-års valutaaftale med Brunei blev der den 27. juni 2007 lanceret en S$20 jubilæums-seddel, hvor bagsiden var identisk med den bruneiske 20-dollar seddel.

## Udenrigsforhold
Singapore har diplomatiske forbindelser med 175 lande, selvom landet i mange af disse lande hverken har en højkommissær eller en ambassade. Landet er medlem af de Forenede Nationer, Commonwealth of Nations, ASEAN og de alliancefrie landes bevægelse. Af geografiske grunde er forbindelserne med Malaysia og Indonesien vigtige, men de tre landes indenrigspolitik truer ofte deres forbindelser. Singapore har gode forbindelser til mange europæiske nationer, inklusive Frankrig, Tyskland og Storbritannien, specielt med Storbritannien gennem Five Power Defence Arrangements (FPDA) sammen med Malaysia, Australien og New Zealand. Der er også gode forbindelser med USA, et land, man ser som en stabiliserende styrke i regionen som modvægt til de regionale magter.
Singapore støtter idéen om sydøstasiatisk regionalisme og spiller en vigtig rolle i Association of Southeast Asian Nations (ASEAN), hvor Singapore er grundlæggeren. Singapore er også medlem af Asia Pacific Economic Cooperation (APEC), som har sekretariat i Singapore. Singapore har også tætte forbindelser med ASEAN-nationen Brunei og har militærtrænings-faciliteter i sultanatet.

### Stridigheder
Singapore har flere længerevarende stridigheder med Malaysia over forskellige problemer:
- Vandlevering til Singapore[75][76]
- Fælles maritimgrænse
- Flyruter mellem Singapore Changi Airport og Kuala Lumpur International Airport
- Den singaporeanske ø kendt som Pedra Branca i Singapore og som Pulau Batu Puteh i Malaysia (navnene betyder "Hvid Klippe" på portugisisk og "Hvid Klippe Øen" på malajisk), der ligger 44 km fra østkysten af Singapore med et areal på 2000 m2. Øen omfatter også Middle Rocks, som er to klipper der ligger 1 km syd for hovedøen. Begge lande har gjort krav på øerne, men det er ikke lykkedes dem at bliver enige om stridighederne selv. Sagen kom op i Den Internationale Domstol i 2007, hvor begge parter præsenterede deres sag. Domstolen gav dommen den 23. maj 2008: Singapore fik ejerskabet af Pedra Branca og Malaysia fik Middle Rocks. Ejerskabet af South Ledge, en nærliggende klippeblok, som kun kan ses ved lavvande strides der stadig om.
- Flytningen af den singaporeanske station i Malaysias Keretapi Tanah Melayu fra Tanjong Pagar til Bukit Timah (se Malaysia-Singapore punkter i aftalen fra 1990) og flytningen af Malaysias immigrationskontrolpost fra togstationen til dæmningen.
- Ikke at tillade afskedigede ansatte i Singapores skibsværfter i 1998 at modtage deres Central Provident fondens (CPF) bidrag, som anslås at være RM2,4 mia. (3,55 mia. danske kroner).

## Militær
Forsvarsministeriet (MINDEF), som i øjeblikket ledes af minister Teo Chee Hean, fører tilsyn med Singapore Army (Singapores hær), Republic of Singapore Navy (Republikken Singapores flåde) og Republic of Singapore Air Force (Republikken Singapores luftvåben), kollektivt kendt som Singapore Armed Forces (Singapores væbnede styrker) og med frivillige private virksomheder, som er involveret i støttende roller. Chief of Defence Forces (Chefen for forsvarsstyrkerne) er generalløjtnant Desmond Kuek Bak Chye.
De væbnede styrker tjener primært som et afskrækkende middel mod potentielle fjender og yder også humanitær hjælp til andre lande. Singapore har gensidige forsvarspagter med flere lande, især Five Power Defence Arrangements. Der er et omfattende oversøisk netværk af træningslejre i USA, Australien, Republikken Kina (Taiwan), New Zealand, Frankrig, Thailand, Brunei, Indien og Sydafrika. Siden 1980 er konceptet og strategien for "Total Defence" blevet vedtaget i alle aspekter af sikkerhed, en tilgang, der tager sigte på at styrke Singapore mod alle former for trusler.
Den seneste stigning i ukonventionel krigsførelse og terrorisme har givet stigende vægt til ikke-militære aspekter af forsvar. Gurkha Contingent, en del af Singapore Police Force, er også et antiterrorkorps. I 1991 endte kapringen af Singapore Airlines Flight 117 i stormningen af flyet af Singapore Special Operations Force og den efterfølgende nedskydning af alle fire flykaprere uden at hverken passagerer eller SOF-styrker blev skadet. En bekymring er Jemaah Islamiyah, en militant islamisk gruppe, hvis plan om at angribe den australske ambassade i sidste ende blev afværget i 2001.
Singapores forsvars ressourcer er blevet brugt i internationale humanitære missioner, herunder FN's fredsbevarende opgaver, der er involveret i 11 forskellige lande. I september 2005 sendte Republic of Singapore Air Force (RSAF) tre CH-47 Chinook helikoptere til Louisiana for at hjælpe i nødhjælpsoperationer for orkanen Katrina. I kølvandet af tsunamien i 2004 i Asien (eller Boxing Day-tsunamien) udsendte SAF 3 LSTs (Landing Ship Tank), 12 Super Puma og 8 Chinook helikoptere til støtte i nødhjælpsoperationer til de lande, der blev ramt af tsunamien.

### Singapore Armed Forces
Singapore Armed Forces, de militære styrker i Singapore, har ansvaret for det samlede forsvar af landet. Det består af tre grene: Singapore Army, Republic of Singapore Air Force og Republic of Singapore Navy.
Singapore Army (Singapores hær) er en af de tre værn i Singapore Armed Forces. Det ledes af den øverstbefalende for hæren (Chief of Army) (COA), der i øjeblikket er generalmajor Neo Kian Hong. Hæren fokuserer på at udnytte teknologi og våbensystemer som "force-multiplikatorer". Det er i øjeblikket under omdannelse til, hvad de kalder en "3.-generations kampstyrke".
Republic of Singapore Air Force (Republikken Singapores luftvåben, RSAF), er den luftmilitære gren, der beskytter luftrummet over Singapore. RSAF blev etableret i 1968 som Singapore Air Defence Command (Singapores luftforsvarskommando). Det har fire flyvebaser i Singapore og har fly på flere oversøiske steder for at skabe større eksponering for sine piloter. De vigtigste fly i deres flåde omfatter F-16 Fighting Falcon og F-15 Eagle kampfly, AH-64 Apache kamphelikoptere, Boeing CH-47 Chinook transporthelikoptere og C-130 Hercules transportfly.
Den sidste gren, Republic of Singapore Navy (Republikken Singapores flåde, RSN), er Singapore Armed Forces' flåde, og som er ansvarlig for forsvaret af Singapore mod søtrusler og beskyttelse af havkommunikationslinjer. Den opererer inden for det piratfyldte kystfarvand i Singaporestrædet, og det betragtes som noget af det bedste i regionen. RSN opererer fra to baser, Tuas Naval Base og Changi Naval Base, og har et stort antal skibe, inklusive fire ubåde, seks fregatter, og fire amfibietransportfartøj dokhavne. Alle skibe bestilt af RSN har et præfiks RSS, hvilket betyder Republic of Singapore Ship.

### Singapore Police Force
Singapore Police Force (SPF) er det vigtigste organ med den opgave at opretholde lov og orden i landet. Styrken var tidligere kendt som Republic of Singapore Police, og den er vokset fra en 11-mands-organisation til en styrke med 38.587. Det har et forholdsvis positivt image i offentligheden, og er krediteret for at hjælpe med at anholde Singapores borger uromagere og lovløse i de tidlige år, og bevare den lave kriminalitet i dag. SPF's organisationsstruktur er delt mellem personale og linjefunktioner, groft modelleret efter den militære. Der er i øjeblikket 15 personaleafdelinger og 13 linjeenheder. SPF har hovedsæde i en blok i New Phoenix Park i Novena, der støder op til en dobbelt blok, hvor Indenrigsministeriet holder til.
Politifolk reagerer typisk på opkald i køretøjer kendt som Fast Response Car. De har været trofaste brugere af japansk-fremstillet sedanbiler siden 1980'erne til brug i patruljer. De nuværende modeller i brug er forskellige generationer af Mitsubishi Lancer, Mazda 323, Toyota Corolla og Subaru Impreza.

### Singapore Civil Defence Force
Singapore Civil Defence Force (SCDF) er det vigtigste organ med ansvar for levering af redningstjenester i Singapore i fredstid og nødsituationer. Den er en uniformeret organisation, der hører under Indenrigsministeriet, og SCDF giver ambulance, brandslukning og beredskabstjenester til Republikken Singapore. Det spiller også en vigtig rolle i republikkens katastrofebistands-aktioner. Det er forgrenet i 6 operationelle og uddannelsesdivisioner under hovedkvarteret Element. Af disse seks er der fire såkaldte operationelle afsnit, også kendt som geografiske opdelinger, og hver dækker meget store dele af Singapore.
SCDF vedligeholder en stor flåde af brugerdefinerede køretøjer, kaldet "appliances", for at have en beredskabskraft, som er i stand til at afbøde alle former for brand og katastrofer. Lige fra den generiske brandbil og ambulance til mere avancerede mobile kommandostrukturer og katastrofeafhjælpning af alle slags køretøjer, hvor af mange af "appliances" er designet og bestilt af styrken selv frem for at benytte færdiglavet designs fra industrier.

### Værnepligt
Ifølge Singapores lovgivning skal alle raske mandlige singaporeanske borgere og fastboende aftjene værnepligt i mindst 2 år efter at de er fyldt 18 år eller har afsluttet deres studier (hvad der kommer først), bortset fra fritagelse af medicinske eller andre årsager. Efter at have tjent to år betragtes man som operationelt klar og er ansvarlig for reservist-værnepligt til en alder af 40 (50 for officerer). De, der er lægeligt egnede, er også forpligtet til at tage de individuelle fysiske præstationsprøvninger (IPPT) årligt som en del af deres træningsprogram. Mere end 350.000 mænd tjener som operativt klare soldater til reservist-kampenheder, og andre 72.500 mænd udgør fuldtidsværnepligt og korps.

## Demografi

### Befolkning
Ifølge regeringens statistikker, var Singapores befolkningstal i 2009 4,99 millioner, hvoraf de 3,73 millioner var singaporeanske borgere og fastboende personer (de såkaldte "Singapore Borgere"). Der var 3,2 millioner borgere i 2009. Forskellige kinesiske sproglige grupper udgjorde 74,2 % af Singapores indbyggere, malajere 13,4 %, indere 9,2 %, mens eurasiatere, arabere og andre grupper udgjorde 3,2 %.
I 2006 var fødselstallet på 10,1 per 1000, et meget lavt niveau der kan tilskrives fødselskontrolpolitikken, og dødeligheden var også en af de laveste i verden på 4,3 per 1000. Den samlede befolkningstilvækst var 4,4 % med Singapore beboere vækst på 1,8 %. Den højere procentdel vækstrate er i vid udstrækning kommet fra netto indvandring, men også stigende middellevetid. Singapore er det andet tættest befolkede uafhængigt land land i verden efter Monaco. I 1957 var Singapores befolkning omkring 1,45 mio., og der var en relativt høj fødselsrate. Efter at regeringen indså landets yderst begrænsede naturressourcer og lille område, indførte det præventionspolitik i slutningen af 1960'erne. I slutningen af 1990'erne, var befolkningen aldrende, med færre mennesker der kom ind på arbejdsmarkedet og mangel på faglært arbejdskraft. I et dramatisk kursskifte, indførte Singapores regering en "baby bonus"-ordning i 2001 (udvidet i august 2004), der fik par til at få flere børn.
I 2008 var den samlede fertilitet kun 1,28 børn per kvinde, den 3. laveste i verden, og et godt stykke under 2,10 for at erstatte det befolkningen. I 2008, blev 39.826 børn født, sammenlignet med omkring 37.600 i 2005. Dette tal er dog ikke tilstrækkelig til at opretholde befolkningens vækst. For at løse dette problem, har regeringen tilskyndet udlændinge til at indvandre til Singapore. Disse store antal indvandrere har holdt Singapores befolkning fra at være faldende.

### Religion
| Religion i Singapore | Religion i Singapore | Religion i Singapore | Religion i Singapore | Religion i Singapore |
| -------------------- | -------------------- | -------------------- | -------------------- | -------------------- |
| Religion             |                      |                      | Procent              |                      |
| Buddhisme            | Buddhisme            |                      | 42.5%                | 42.5%                |
| Islam                | Islam                |                      | 14.9%                | 14.9%                |
| Ingen religion       | Ingen religion       |                      | 14.8%                | 14.8%                |
| Kristendom           | Kristendom           |                      | 14.6%                | 14.6%                |
| Taoisme              | Taoisme              |                      | 8.5%                 | 8.5%                 |
| Hinduisme            | Hinduisme            |                      | 4%                   | 4%                   |
| Andre                | Andre                |                      | 0.6%                 | 0.6%                 |

Singapore er et multi-religiøst land. Ifølge Statistics Singapore, er omkring 51% af bosatte singaporeanerne (bortset fra et betydeligt antal besøgende og vandrende arbejdstagere) buddhister og taoister. Muslimer udgør 15%, hvoraf malajer tegner sig for størstedelen med et betydeligt antal indiske muslimer og kinesiske muslimer. Omkring 14%, hovedsageligt kinesere, eurasiatere, og inderne, dyrker kristendom – en bred klassificering, herunder katolicisme, protestantisme og andre trosretninger. Mindre mindretal dyrker sikhisme, hinduisme og andre, ifølge folketællingen i 2000.
Noget religiøst material og dyrkelse er forbudt i Singapore. For eksempel har Jehovas Vidner ikke tilladelse at distribuerer religiøse materialer og de bliver nogle gange fængslet for deres samvittighedsfulde afslag til at tjene i det singaporeanske militæret. I 1905 fik byens jøder Chesed-El-synagogen.
Ca. 15% af befolkningen har erklæret at de har ingen religiøse tilhørsforhold.

### Uddannelse
Engelsk er hovedsproget for undervisning i Singapores skoler. Alle singaporeanerne kræves mindst 6 primære uddannelser og skal deltage i offentlige skoler som en del af National Education.
Mange børn går i private børnehaver, indtil de begynder i grundskolen i en alder af seks. Singapores styrende politiske parti, PAP, er den største udbyder af førskoleuddannelse gennem deres fællesmål.
Engelsk er undervisningssproget for matematik og naturvidenskab. For det kinesiske samfund, er der Special Assistance Plan-skoler, som får ekstra midler til undervisning i mandarin sammen med engelsk. Nogle skoler har også forskelligsprogede fag, hvor der i matematik og naturvidenskab, undervises både i engelsk og et andet sprog.
Læseplansstandarder er fastlagt af Undervisningsministeriet med en blanding af private og offentlige skoler. Der er ingen egentlig offentlig-privat dobbelthed; graden af autonomi, med hensyn til læseplaner og de studerendes optagelse, offentlige støtte, der modtages, og undervisning byrde for de studerende yderligere kan opdeles i "offentlig-run", "offentligt støttede", "autonome", "uafhængig", og "privat finansieret". Desuden imødekommes internationale skoler til landsforviste elever, og til et par lokale studerende der er blevet givet tilladelse fra Undervisningsministeriet.
Der er tre selvstyrende universiteter i Singapore: National University of Singapore, Nanyang Technological University og Singapore Management University. Et fjerde offentligt universitet, Singapore University of Technology and Design, vil åbne i 2011, og regeringen vil gerne give videregående uddannelser til 30 % af hver studerende. Der er en anden kategori (Private Universities – Comprehensive), SIM-Universitet (UniSIM), der giver universitetsuddannelse til arbejdende fagfolk og voksenelever. Der er også fem tekniske skoler (Singapore Polytechnic, Ngee Ann Polytechnic, Temasek Polytechnic, Nanyang Polytechnic og Republic Polytechnic). I modsætning til lignende institutioner med disse navne i mange andre lande, tildeler tekniske skoler i Singapore ikke grader.
Uddannelsessystemet funktioner ikke-obligatorisk børnehave for tre år, efterfulgt af seks år i grundskolen, der fører op til Primary School Leaving Examination (Folkeskolensafgangsprøve) (PSLE). Fire til fem års uddannelse på sekundærtrinnet, der fører op til den Singapore-Cambridge GCE 'N' Level eller Singapore-Cambridge GCE 'O' Level undersøgelser, at vurdere akademiske præstationer og bestemme den slags eftergymnasiale uddannelser, de kan forfølge.
Junior colleger og centralisere institutter tilbyder to eller tre års før-universitetsuddannelsesrute. Et alternativ, det integrerede program, lader de mere bogligt tilbøjelig springe 'O' niveau eksamen og gå direkte til at få præ-universitetsuddannelse som GCE A-niveau certifikat, International Baccalaureate eksamensbevis, eller andre tilsvarende akademisk akkrediteringer. Tekniske skoler tilbyder uddannelser, der fører op til mindst et eksamensbevis for studerende, mens de andre videregående institutioner tilbyder forskellige bachelor-, master, ph.d.-grader, andre højere eksamensbeviser, og associerede studieforløb. Andre institutter omfatter National Institute of Education (NIE), en undervisning kollegium at uddanne lærere, forskellige ledende institutter, og erhvervsfaglige uddannelsesinstitutioner såsom Institute of Technical Education (ITE).
The Economic Development Board (EDB) har været aktivt indført udenlandske skoler til at etablere afdelinger i Singapore under "Global Schoolhouse"-programmet, der sigter mod at tiltrække 150.000 udenlandske studerende i 2015. ESSEC Business School, en århundredgammel parisisk business school, der tilbyder kurser specifikt til Asien. I 2001 åbnede INSEAD, en førende business school, deres første oversøiske universitetsområde i Singapore, og University of Chicago Graduate School of Business har et universitetsområde i byen også. Tisch School of the Arts er den seneste til at oprette et universitetsområde, med åbning i 2007.
Imidlertid lykkedes det ikke EDB at tiltrække og beholde henholdsvis University of Warwick og University of New South Wales, pga. mangel på akademisk frihed og finansielle problemer.
I 1999 begyndte Undervisningsministeriet, Programme for Rebuilding and Improving Existing schools (Programmet for genopbygning og forbedring af de eksisterende skoler, PRIME) til at opgradere skolernes bygninger, hvoraf mange var over 20 til 30 år gamle, i etaper til en pris på S$4,5 mia. Programmet sigter på at give et bedre skolemiljø for de studerende ved at opgradere skolernes bygninger til nyeste standarder. I 2005 blev Flexible School Infrastructure (FlexSI) gennemført ved bygningen af modulære klasseværelser, der kan åbnes op for større foredrag, og giver mulighed for en skoles ansatte til at forme skolens design, der passer til skolens unikke identitet og kultur. Samtidig vil en indendørs sportshal blive opført for alle skoler, således at skolerne kan udføre fysiske lektioner i dårligt vejr.

### Sprog
Singapore er en flersproget nation. De officielle sprog er engelsk, malajisk, mandarin-kinesisk og tamil. Det nationale sprog i Singapore er malajisk af historiske årsager, og det anvendes i nationalsangen, "Majulah Singapura".
Engelsk er hovedsproget i Singapore og har været stærkt promoveret som sådan siden landets uafhængighed. Det engelske der anvendes, er primært baseret på britisk engelsk, med en vis amerikansk engelsk indflydelse. Brugen af engelsk blev udbredt i Singapore, efter at det blev indført som et førstesprog i uddannelsessystemet, og engelsk er det mest udbredte sprog i singaporeansk litteratur. I skolen, skal børn lære engelsk, og et af de tre andre officielle sprog.
Ved lov, skal alle tegn og officielle publikationer skal være primært på engelsk, selv om de lejlighedsvis er oversat til de øvrige officielle sprog. Men de fleste singaporeanerne taler en lokal form for engelsk kendt som Singlish ("Singapore English"), som har mange kreol-lignende karakteristikker, der omfatter ordforråd og grammatik fra standardengelsk, forskellige kinesiske dialekter, malajisk og indiske sprog.
Det uofficielle lingua franca på markedspladser er nu mandarin, hvilket resulterer i forvirring for mennesker af enhver etnisk gruppe, der ikke taler det. Brugen af mandarin har spredt sig i vid udstrækning som et resultat af statsstøttet offentlige kampagner og bestræbelser for at støtte vedtagelsen og brug i forhold til andre kinesiske sprog. Det er talt som et fælles sprog blandt nogle del af Singapores kinesiske samfund. De fleste singaporeanske kinesere nedstammer dog fra indvandrere, der kom fra de sydlige regioner af Kina, hvor andre sprog blev talt, såsom hokkien, teochew, kantonesisk, hakka og hainasisk.
Malajisk er tales generelt af Singapores malaysiske samfund, mens tamil tales af omkring 60% af Singapores indiske samfund. Indiske sprog som malayalam og hindi er også tales i Singapore.

## Kultur
Singapore er en blanding af etniske malajere og et kinesisk flertal, samt indiske og arabiske indvandrere. Der findes også store eurasiske og peranakan (også kendt som 'Straits Chinese') etniciteter.

### Mad og drikke
Singaporeansk mad og drikke er et eksempel på mangfoldig og kulturel formidling, med indflydelse fra de kinesiske, indiske, malajiske og tamilske køkken. I Singapores hawker centre, sælger traditionelle malajiske gadesælger halal-mad, samt halal-udgaver af traditionelt tamilsk mad. Kinesiske madboder bruger lokale malajiske ingredienser eller madlavningsteknikker. Dette fortsætter med at gøre madlavning i Singapore en betydelig kulturel attraktion.
De lokale fødevarer er forskellige, lige fra hainansisk kyllinge ris til satay. Singaporeanerne nyder også et bredt udvalg af fisk og skaldyr, herunder krabber, muslinger, blæksprutter og østers. En sådan ret er f.eks. stingray grillet og serveret på banan blade med sambal eller chili.
Hos lokalbefolkningen, findes der populære retter som bak chor mee, mee pok, sambal pilrokke, laksa, Nasi lemak, chili krabber og satay. Alle disse retter kan findes på lokale hawker centre rundt omkring i Singapore.

### Scenekunst
Siden 1990'erne har regeringen søgt at fremme Singapore som center for kunst og kultur, og at forvandle landet til en kosmopolitisk 'port mellem øst og vest'. Højdepunktet i disse bestræbelser var opførelsen af Esplanade, et center for scenekunst, der åbnede den 12. oktober 2002.
En årlig kunstfestival er også arrangeret af det Nationale Kunstråd, der omfatter teater kunst, dans, musik og visuel kunst, blandt andre muligheder.
Den første Singapore Biennale fandt sted i 2006 for at udstille moderne kunst fra hele verden.
Singapore har også en voksende stand-up comedy scene med tre aktive spillesteder, herunder en ugentlig open mic for at hjælpe med at udvikle lokale komikere.
Singapore er også hjemsted for originale danseværker fremstillet af organisationer som ECNAD og Arts Fission Company.
Singapore vært for Genee International Ballet Competition 2009, en prestigefyldt klassisk ballet konkurrence fremmes af Royal Academy of Dance, et internationalt danse undersøgelsesråd baseret i London, England.

### Sport og fritid
Singaporeanerne dyrker mange forskellige sports- og fritidsaktiviteter. De populæreste sportsgrene er fodbold, rugby, cricket, svømning, badminton, basketball, tennis, volleyball og bordtennis. De fleste mennesker bor i offentlige boligområder, som ofte giver faciliteter såsom swimmingpools, udendørs fodboldbaner og indendørs sportskomplekser. Som man kunne forvente på en ø, er vandsport populært, herunder sejlsport, kajak og vandski. Dykning er en anden fritidsaktivitet, især omkring den sydlige del af øen Pulau Hantu, som er kendt for sin rige koralrev.
National Stadium, Singapore, med plads til 55.000 tilskuere, ligger i Kallang og blev åbnet i juli 1973. Det blev brugt til sport, kultur, underholdning og nationale begivenheder indtil sin officielle afslutning den 30. juni 2007 for at give plads til Singapore Sports Hub på samme sted. Dette sportskompleks forventes at være klar i 2011 og vil omfatte en ny 55.000-kapacitet National Stadium med optrækkeligt tag, en 6.000-kapacitet indendørs vandcenter, en 400-meter opvarmningsatletisk bane og en 3.000-personers multiarena. 36.000 kvadratmeter af pladsen har også været forbeholdt kommerciel udvikling.
Singaporeanske sportsfolk har klaret sig i de regionale såvel som internationale konkurrencer i sportsgrene som bordtennis, badminton, bowling, sejle, silat, svømning og vandpolo. Sportsfolk såsom Fandi Ahmad, Ang Peng Siong, Li Jiawei og Ronald Susilo er blevet kendte navne i landet.
Singapore Slingers tiltrådte Australian National Basketball League i 2006, hvor de forlod igen i 2008.
I 2008, startede Singapore som vært for en runde af Formula One World Championship. Løbet blev afholdt på Marina Bay Street Circuit i Marina Bay-området, og blev det første natløb i F1 Circuit og den første gade bane i Asien.
Den 21. februar 2008 meddelte Den Internationale Olympiske Komité, at Singapore vandt buddet at være vært for det nye Ungdomssommer-OL 2010. Singapore slog Moskva i den 2. og afsluttende runde med 53 stemmer mod 44.

### City in a Garden
Haver og havebrug har en særlig plads i både Singapores kultur og politik. Britisk kultur har haft en tydelige indflydelse, der ses alle steder, men Singapore er en tæt befolket storby med lille areal og efter 2. verdenskrig var det en fattig by der måtte kæmpe for sin overlevelse. I de fleste storbyer ville dette betyde at der ikke var overskud til havebrug, og i hvert fald ville det ikke være en prioritet for regeringen. Her er det dog tydeligt at Singapore har valgt en anden vej. Haver og havebrug er helt almindeligt, selv ganske små jordlodder dyrkes og det er en klar prioritet for regeringen der fremfører paroler som "The Garden City" og senest "Our City in a Garden".
Officielt kan det hele føres tilbage til tidligere premierminister Lee Kuan Yew som angiveligt havde gjorde dette til sin mærkesag i 1963. I et sjældent interview med den britiske haveskribnent "Monty Don" (vist i TV-serien "Around the World in 80 Gardens"), afslører Lee Kuan Yew at han efter besøg i andre asiatiske storbyer som Hong Kong og Bangkok frygtede at Singapore skulle udvikle til til en beton-jungle, og han besluttede at etablering af parker og bevarelse af natur og grønne områder skulle være en prioritet for regeringen.
I dag ses det tydeligt at Singapore er en meget grøn by med mange velholdte parker, hvoraf nogle er verdensberømte som f.eks. Singapores Botaniske Have, men der er også stor interesse for privat havebrug - selvom det i mange tilfælde blot er en lille lod ved en boligblok eller nogle få krukker på altanen. Der er endda nogle få natur-reservater med oprindelig regnskov, bl.a. Bukit Timah Nature Reserve.
Selvom Lee Kuan Yew ikke længere er premierminister er dette stadig en prioritet for regeringen! Parolen har ændret sig fra "Garden City" (en by med mange haver) til "Our City in a Garden" (hele byen skal ses som en stor have), et motto der minder om Chicago's "Urbs in horto", og der lanceres nu nye projekter som f.eks. Gardens by the Bay og "park-connector" projektet hvor alle større parker skal være forbundet med hinanden via gang- og cykelstier. Et andet nyt initiativ er øget fokus på "garden tech", dvs. teknologi hvor planter og haver kan bruges til nye formål som f.eks. Grønne tage og Grønne vægge - koncepter der integreres i mange store bygninger, både offentlige (hospitaler, skoler) og private, f.eks. kontorbygninger.

## Medier
Omkring 78.000[kilde mangler] mennesker arbejder i medierne i Singapore, herunder i forlagsvirksomheder, aviser, radio, film, musik, digital og it-medier. Det bidrog med 1,56 % til Singapores bruttonationalprodukt (BNP) i 2001 med en årlig omsætning på 10 milliarder singaporeanske dollars. Industrisektoren voksede med en gennemsnitlig rate på 7,7 % årligt fra 1990 til 2000, og regeringen forsøger at øge sit BNP til 3 % i 2012.
Singapores regering siger, at medierne spiller en vigtig rolle i landet, og beskriver byen, som et af de vigtigste strategiske mediecentre i Asien-Stillehavsregionen. Målet med regeringens Media 21-plan, som blev lanceret i 2002, er at etablere Singapore som en globalt mediacentrum.
Singapore blev i Annual Worldwide Press Freedom Index for 2004 (Pressefrihedsindex 2004), der bliver udarbejdet af Journalister uden grænser, rangeret 147 ud af 167. De fleste af de lokale medier er direkte eller indirekte kontrolleret af regeringen gennem aktiebesiddelser af disse medier, enheder af statens investering arm Temasek Holdings, og opfattes ofte som pro-regering.

### Broadcasting
Det statsejede MediaCorp driver alle syv free-to-air jordbaseret lokale tv-kanaler med licens til at sende i Singapore, samt 14 radiokanaler. Radio-og tv-stationer er alle offentligt ejede virksomheder. Radiostationer er primært drivet af MediaCorp med undtagelse af fire stationer, der drives af SAFRA Radio og SPH UnionWorks. Cable and IPTV Pay-TV Service er ejet af StarHub TV og Singtel Mio TV. Privat ejerskab af parabol-modtagere der er i stand til at se ucensureret tv-indhold fra udlandet er ulovligt.

### Aviser og blade
Der er i alt 16 aviser i aktivt omløb. Daglige aviser bliver udgivet på engelsk, kinesisk, malajisk og tamil.
De trykte medier er domineret af Singapore Press Holdings (SPH), der er en regeringesforbundet udgiver af den daglige engelsksprogede avis, The Straits Times. SPH udgiver alle andre dagblade, herunder en gratis tosproget avis, My Paper – som hævder at være verdens første med lige stor dækning på både engelsk og kinesisk  – med undtagelse af Today, en gratis engelsksproget tabloidavis, udgivet af den statsejede tv-station MediaCorp, samt en onlineversion. De fleste af disse aviser har sideløbende onlineversioner. De engelsksprogede SPH-aviser tilgængelige på nettet omfatter The Straits Times, Business Times og The New Paper.
Der er også flere populære tidsskrifter i omløb i Singapore, såsom i-weekly, 8 days, Citta Bella, Her World, Brides, Men's Health og FHM Singapore.

## Transport

### International
Singapore er et stort internationalt transport centrum i Asien, og ligger på mange sø- og luft handelsruter.
Singapores havn, der er styret af havne operatørerne PSA International og Jurong Port, var verdens næste travleste havn i 2005, når det gælder skibstonnage håndteret med 1,15 mia. bruttoton, og i form af containertrafik på 23,2 mio. twenty-foot Equivalent units (TEU). Det er også verdens næststørste travleste i form af godsmængden, bagefter Shanghai med 423 millioner tons håndteret. Desuden er havnen verdens travleste for omladningstrafik og verdens største skibsoptankningcentrum.
Singapore er et luftfartsknudepunkt for den sydøstasiatiske region og et mellemstop på Kangaroo ruten mellem Australasien og Europa. I østdelen af landet ligger Singapore Changi Airport, der har et netværk af 81 flyselskaber, som forbinder Singapore til 185 byer i 58 lande. Den er blevet valgt, som en af de bedste internationale lufthavne med internationale rejseblade, og blev valgt som verdens bedste lufthavn for første gang i 2006 af Skytrax. Lufthavnen har i øjeblikket tre passagerterminalerne. Der er også et lavpristerminal, der tjener lavprisselskaberne Tiger Airways og Cebu Pacific. Det nationale flyselskab er Singapore Airlines (SIA). Regeringen er på vej mod privatisering Changi Airport.
Singapore er forbundet til Johor i Malaysia via Johor-Singapore Causeway og Tuas Second Link, såvel som en jernbane, der drives af Keretapi Tanah Melayu i Malaysia, med dens sydlige endestation på Tanjong Pagar station. Der findes også hyppige færgeforbindelse til flere nærliggende indonesiske havne.

### Indenrigs
- Mass Rapid Transit system drives af SBS Transit
- Bus drives af SMRT Busser

Som i mange andre lande, der tidligere var britiske kolonier, foregår trafikken i venstre vejside. Den indenrigske transportinfrastruktur har et veludbygget vejtransport , der omfatter et netværk af motorveje. Det offentlige vejsystemet, betjenes af landets busselskaber, og en række licenserede taxaselskaber. Bustransporten har været genstand for kritik fra singaporeanerne[kilde mangler], hvoraf de fleste er afhængige af det for deres daglige pendling. Siden 1987, har den tunge undergrundsbane Mass Rapid Transit (MRT) været i drift. MRT-systemet er blevet yderligere forstærket af Light Rail Transit (LRT) letbanesystemet, og øger tilgængeligheden til boligblokke. Etableret i 2001, giver EZ-Linksystemet kontaktløse chipkort til at tjene som lagrede værdi billetter til brug i de offentlige transportsystemer i Singapore.
Mere end 2,85 mio. mennesker bruger busnettet dagligt, der hovedsageligt drives af SBS Transit og SMRT Busser, de to største offentlige busselskaber, mens mere end 1,5 millioner mennesker bruger enten letbaner eller MRT som en del af deres daglige rutine. Ca. 945.000 mennesker bruger taxikørsel dagligt. Privat brug af køretøjer i Central Area er afskrækket af vejafgifter, der bruger i løbet af myldretid, via et Electronic Road Pricing system. Singapore var et af de første lande til at introducere bompenge. Privat køretøj ejerskab er afskrækket af de høje afgifter på køretøjer og indførelse af kvoter for køb af køretøjer.

## Arkitektur
Arkitekturen i Singapore er varieret, hvilket er afspejlet af den etniske opbygningen af landet. Singapore har flere etniske kvarterer, heriblandt Chinatown og Little India. Disse blev dannet som en del af Raffles-planen, der havde til formål at adskille indvandrere. Mange kirker blev også bygget under kolonitiden. Sri Mariamman-tempelet, Masjid Jamae-moskeen og Church of Gregor Illuminator er blandt dem, der blev bygget i kolonitiden. Arbejdet er nu i gang for at bevare disse religiøse steder som nationale monumenter i Singapore (National Monuments of Singapore).
På grund af manglende plads og manglende bevarelsespolitik i 1960'erne, 70'erne og 80'erne, forblev nogle få historiske bygninger i Raffles Place-området – Fullerton Hotel og tidligere flyttet Lau Pa Sat, der dog er nogle undtagelser. Men, lige udenfor Raffles Place, og i hele resten af midten af downtown, er der en stor spredning af bygninger fra tiden før 2. verdenskrig – nogle helt tilbage som Raffles's tid, som for eksempel Empress Place Building, der blev bygget i 1827. Mange klassiske bygninger blev ødelagt i efterkrigstiden, indtil 1990'erne, da regeringen begyndte strenge programmer, for at bevare bygningerne og områder af historisk værdi.
Forbi indkøbscentrene er gader foret med shophouses. Mange andre områder er blevet udpeget som historiske distrikter. Oplysninger kan findes i URA Centre i Maxwell Road, hvor der er udstillinger og flere modeller af øen og dens arkitektur. Singapore er også blevet et center for postmoderne arkitektur. Historisk set har efterspørgslen efter højteknologiske bygninger været i og omkring Central Business District (CBD). Efter årtiers udvikling, er CBD blevet et område med mange høje kontorbygninger. Disse bygninger omfatter skyline langs kysten ved Marina Bay og Raffles Place, en turistattraktion i Singapore. Planer for høje bygninger skal gennemgås af Civil Aviation Authority of Singapore. Ingen bygning i Singapore må være højere end 280 meter. De tre højeste bygninger i Singapore er Republic Plaza, UOB Plaza One og OUB Centre, der alle tre er over 280 meter høje.
Mere moderne arkitektoniske eksempler i Singapore omfatter Marina Bay Financial Centre, Marina Bay Sands Integrated Resort, One Raffles Quay, Reflections at Keppel Bay, The Sail @ Marina Bay, the Singapore Flyer, One Marina Boulevard og Esplanade - Theatres on the Bay.

## Ressourcer

### Vandressourcer
Uden naturligt ferskvandsfloder og søer, er nedbør den primære interne kilde af vandforsyning i Singapore. Omkring halvdelen af Singapores vand kommer fra regn, der opsamles i bassiner og vandindvindingsområder, mens resten kommer fra Malaysia. De to lande har længe argumenteret for lovligheden af aftaler om at levere vand, der blev underskrevet i kolonitiden.
Singapore har et netværk af bassiner og vandindvindingsområder. I 2001 var der 19 rå vandreservoirer, 9 rensningsanlæggene og 14 opbevaring eller servicereservoirer der lokalt er til for at tjene indenlandske behov. Marina Barrage er en dæmning, der er ved at blive bygget omkring mundingen af tre floder, der kommer til skabe et enormt ferskvandsbassin i 2009. Dette vil øge nedbørsindvindingen til to tredjedele af landets areal.
Historisk set har Singapore været afhængig af import fra Malaysia til at levere over halvdelen af sit vandforbrug. Men to vandaftaler, der skal leverer vand til Singapore, er ved at udløbe i henholdsvis 2011 og 2061. De to lande er uenige om prisen på vandet. Uden en løsning i sigte, besluttede regeringen i Singapore for at øge selvforsyningen i sit egen vandforsyning. I øjeblikket er man ved at bygge flere vandindvindingsområder, faciliteter til at genbruge vand (der producerer NEWater) og afsaltningsanlæg. Denne "fire tap"-strategi har til formål at mindske afhængigheden af udenlandske leverancer og for at forskelliggøre landets vandkilder. I 2008 blev en dæmning, ved navn The Marina Barrage, bygget over Marina Channel mellem Marina East og Marina South. Dæmningen har til formål, at give ekstra vand til vandforsyningen, bedre bekæmpelse af oversvømmelser og fungere som en udendørs attraktion for turister og singaporeanerne.

## Lov og ret
Der er for få eller ingen kildehenvisninger i dette afsnit, hvilket er et problem. Du kan hjælpe ved at angive troværdige kilder til de påstande, som fremføres.

Mange love håndhæves meget strengt. Det udtrykkes i det engelske udsagn: "Singapore is a 'fine' country", hvor ordet fine skal forstås i en monetær sammenhæng (en bøde).
- Salg af tyggegummi er forbudt, mens det dog er tilladt, om end ikke velset, at tygge det. For nylig blev nogle former for nikotin-holdigt tyggegummi tilladt. Dog er meget få typer "normalt" tyggegummi tilgængelige i apoteker.
- At smide ting ud på offentlige steder, eller ikke at bruge skraldespande, straffes med høje bøder, og der idømmes samfundstjeneste.
- Der idømmes også høje bøder for at spise eller drikke i busser eller i u-banen.
- Graffiti og hærværk straffes med stokkeslag.
- Der optræder censur:
  - Nogle udenlandske aviser og tidsskrifter, såsom Asian Wall Street Journal eller Far Eastern Economic Review oplevede at få begrænset deres distribution.
  - Malaysiske aviser må ikke sælges i Singapore (og vice versa).
  - Pornografi tillades ikke; mulighederne for afbildning af sex og nøgenhed er begrænsede, hvilket betyder at Playboy og nogle andre 'voksne' tidsskrifter, såsom Cosmopolitan Magazine ikke er tilladt. Film, der indeholder billeder af nøgne mennesker, sex eller megen vold kategoriseres typisk som 'Restricted (Artistic)' or R(A).
  - Sex, der af regeringen anses for at være "mod naturen", f.eks. oral- og analsex, har indtil november 2006 været ulovligt.
  - Det er, ligesom tidligere i Irak, ikke tilladt at eje private satellitmodtagere, og internationale fjernsynsudsendelser fra CNN, BBC, etc kan kun modtages via kabel (hybridnet).
  - Visse former politisk materiale er ikke tilladt.
  - Stof der kan forstyrre religiøs og folkelig harmoni er ikke tilladt.
- Narkotika-lovgivningen er særdeles streng.
  - Bliver man fanget med 13-14 g heroin, 28 g morfin eller 480 g cannabis eller mere, står man til dødsstraf. Mellem 1991 og 2004 blev 400 mennesker hængt i Singapore, for de flestes vedkommende for narkosmugleri. Dette er nok verdens højeste dødsstrafrate i forhold til indbyggerantallet.

I 2003 anbefalede Censorship Review Committee, at censuren på Cosmopolitan Magazine kunne hæves, mens den på Playboy skulle fortsætte, idet man skønnede, at Singapores befolkning ikke var parat til sidstes frigjorte brug af tydeligt seksuelt betonede illustrationer.
I de sidste år er nogle andre strenge love blevet løsnet, således anses elastikspring ikke længere for at være ulovligt. Også filmcensuren er løsnet lidt. I november 2006 blev oral- og analsex tilladt – dog kun for heteroseksuelle par. Homoseksualitet tolereres fortsat ikke i Singapore.

### Yderligere læsning
- Hill, Michael (1995). The Politics of Nation Building and Citizenship in Singapore (engelsk). Routledge. ISBN 0-415-12025-X.
- Mauzy, Diane K.; Milne, R.S. (2002). Singapore Politics: Under the People's Action Party (engelsk). Routledge. ISBN 0-415-24653-9.{{cite book}}:  CS1-vedligeholdelse: Flere navne: authors list (link)
- Tan, Kenneth Paul (2007). Renaissance Singapore? Economy, Culture, and Politics (engelsk). NUS Press. ISBN 9971-69-377-1.
- Lee Kuan Yew (2000). From Third World To First: The Singapore Story: 1965-2000 (engelsk). New York: HarperCollins. ISBN 0-06-019776-5.
- Worthington, Ross (2002). Governance in Singapore (engelsk). Routledge/Curzon. ISBN 0-7007-1474-X.
- "(engelsk) Census of Population (2000)" (PDF). Singapore Department of Statistics. Arkiveret fra originalen (PDF) 19. september 2007. Hentet 11. januar 2003.
- "(engelsk) Key Facts & Figures". Ministry of Transport, Singapore. Hentet 11. januar 2003.
- "(engelsk) Nation's History". Singapore Infomap. Arkiveret fra originalen 21. april 2009. Hentet 11. januar 2004.
- "(engelsk) MOE-PRIME". Programme For Rebuilding and IMproving Existing schools (PRIME). Arkiveret fra originalen 23. august 2007. Hentet 15. maj 2007.
- Ministry of Education (Undervisningsministeriet) (14. februar 2007). "Eight More Schools to Benefit from Upgrading" (engelsk).  Hentet 15. maj 2007.
- Denne artikel gengiver offentlige domæne tekst fra hjemmesiderne Singapores Institut for Statistik, United States Department of State, United States Library of Congress og CIA World Factbook fra 2004.

1°18′N 103°48′Ø / 1.3°N 103.8°Ø